# Daishirō Yoshimura
Daishirō Yoshimura (jap. 吉村 大志郎, Yoshimura Daishirō; * 16. August 1947 in São Paulo, Brasilien; † 1. November 2003) war ein japanischer Fußballspieler.

## Nationalmannschaft
1970 debütierte Yoshimura für die japanische Fußballnationalmannschaft. Yoshimura bestritt 46 Länderspiele und erzielte dabei sieben Tore.

## Errungene Titel
- Japan Soccer League: 1971, 1974, 1975, 1980
- Kaiserpokal: 1968, 1969, 1974

## Persönliche Auszeichnungen
- Japan Soccer League Best Eleven: 1970, 1971, 1972, 1975